# Carbonicolaceae
Carbonicolaceae is een familie van korstmossen dat behoort tot de orde Lecanorales van de ascomyceten. 

## Geslachten
De familie bevat de volgende geslachten:
- Ameliella
- Bryodina
- Bryonora
- Carbonea
- Carbonicola
- Cladidium
- Claurouxia
- Clauzadeana
- Edrudia
- Glaucomaria
- Huea
- Japewiella
- Lecanora
- Lecanoropsis
- Lecidella
- Miriquidica
- Myriolecis
- Myrionora
- Omphalodina
- Palicella
- Polyozosia
- Protoparmeliopsis
- Psorinia
- Punctonora
- Pyrrhospora
- Rhizoplaca
- Sagema
- Sedelnikovaea
- Straminella
- Traponora
- Tylothallia
- Vainionora
- Verseghya